# Robert Pérez
Robert Anthony Williams Pérez Camaño (ur. 5 grudnia 1996) – panamski zapaśnik walczący w stylu klasycznym. Szósty na igrzyskach boliwaryjskich w 2022. Brązowy medalista igrzysk Ameryki Środkowej i Karaibów w 2023 roku.